# Levy Tran
Pour les articles homonymes, voir Levy et Tran.
Levy Tran, née le 8 avril 1983 à San José en Californie, est une actrice américaine.

## Biographie
Levy est née le 8 avril 1983 à San José de parents vietnamiens,. Elle parle anglais et vietnamien. 
Après avoir terminé le lycée, elle obtient un diplôme en développement des jeunes avec une option en mathématiques.
Elle a ensuite travaillé en tant qu'embaumeuse dans un funérarium en 2011.

## Filmographie

### Cinéma
- 2015 : Fast & Furious 7 : Race Starter
- 2016 : Vigilante Diaries : Kid 2.0
- 2016 : The Unwilling : l'infirmière
- 2017 : Female Fight Club : Lisa
- 2017 : Gemini : Thiri
- 2017 : Mad Genius : Nicola
- 2018 : American Nightmare 4 : Les Origines (The First Purge) : Roenick
- 2018 : The Silk Road : Haruko
- 2019 : Two Ways to Go West : Addy
- 2019 : Fallen Lands : Xiao
- 2022 : Expendables 4 de Scott Waugh

### Courts-métrages
- 2015 : All Men Are Thieves
- 2016 : The Stanford Letter : Levy
- 2016 : Manifest Destiny : Lien
- 2019 : Pov : Patty

### Télévision
- 2015 : Jungle Justice : Vy
- 2015 : Chosen Kin : Mya
- 2016 : Confessions of a Hollywood Bartender : Stéphanie
- 2017 : Animal Kingdom : Christie
- 2017 : Chosen Kin Origins : Mya
- 2017-2018 : Shameless : Eddie
- 2018 : Chosen Kin Origins: New Breed : Mya
- 2018 : The Haunting : Trish Park
- 2019-2021 : MacGyver : Desiree « Desi » Nguyen
- 2022 : Magnum : Tia Min